# Port Aransas
Port Aransas város az USA Texas államában, Nueces megyében. Lakosainak száma 2904 fő (2020. április 1.).

## Népesség
A település népességének változása:

| 2010 | 3 480 |
| 2020 | 2 904 |